# Voivres-lès-le-Mans
Voivres-lès-le-Mans is een gemeente in het Franse departement Sarthe (regio Pays de la Loire) en telt 846 inwoners (1999). De plaats maakt deel uit van het arrondissement La Flèche.

## Geografie
De oppervlakte van Voivres-lès-le-Mans bedraagt 11,4 km², de bevolkingsdichtheid is 74,2 inwoners per km².

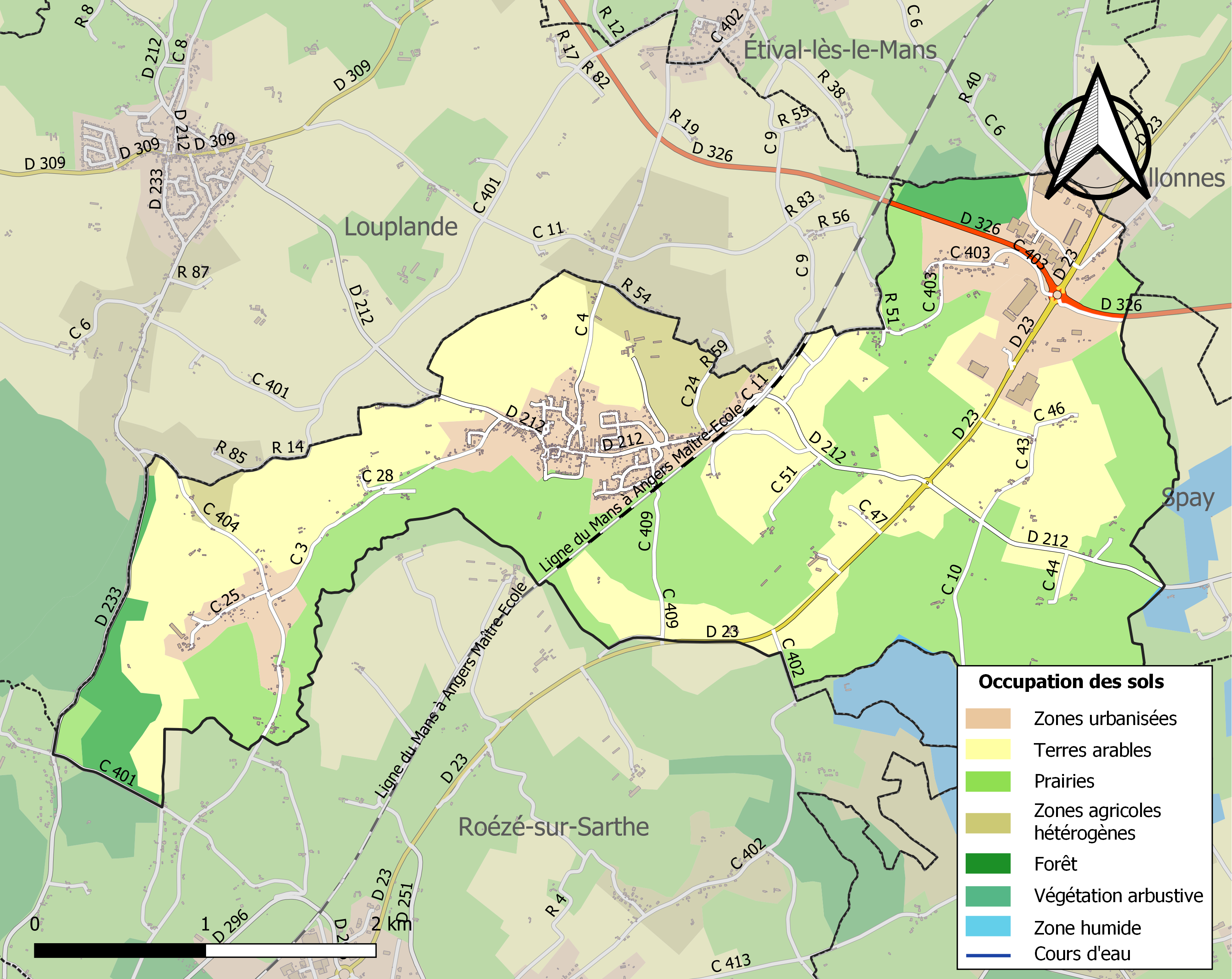
Kaart van de gemeente met de belangrijkste infrastructuur, bodemgebruik en omliggende gemeenten

## Demografie
Onderstaande figuur toont het verloop van het inwonertal (bron: INSEE-tellingen).